# Colonia Barge
Colonia Barge (la colonia), Castro Urdiales (la localidad),  es una localidad situada en el departamento Marcos Juárez, provincia de Córdoba, Argentina.
Está compuesta por 412 habitantes (Indec, 2022) y se encuentra situada a 291 km de la ciudad de Córdoba, sobre un camino de tierra a 3 km al sur de la RP 11 a la altura de la localidad de Monte Maíz. Para llegar a la localidad de Colonia Barge se puede llegar por Colonia Bismarck, por Isla Verde y por Monte Maíz. Para llegar por Monte Maíz, se debe dirigir en la zona sur donde se sitúa la fábrica denominada Ingersoll S.A. comienza un camino que llega a la localidad de Colonia Barge y dista de Monte Maíz unos 4 a 5 km. 
Una de las denominaciones del pueblo es Castro Urdiales. Ahora es conocida como Colonia Barge, y que también es conocido por su nombre toponímico Mataco.

## Fundación
Existen datos que hablan sobre la existencia de Colonia Barge hacia el año 1888. Domingo Bruno, oriundo de Barge, Italia y Rafael Laiseca, nativo de Castro Urdiales, España, adquirieron estos territorios. 
Se asocia la fundación con la primera misa que se realizó el día 4 de agosto de 1900 en la comisaria del pueblo. Por esto, el 4 de agosto, en honor a Santo Domingo de Guzmán y se considera el "día del Pueblo".

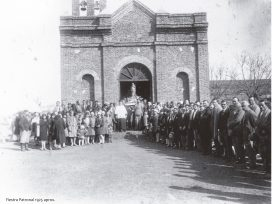
Foto de Misa en la Parroquia Santo Domingo

Según registros, Colonia Barge se consolidó como asentamiento poblacional mucho antes que Bismarck, Baldissera y Monte Maíz (pueblo más cercano). 

## Fiesta Patronal

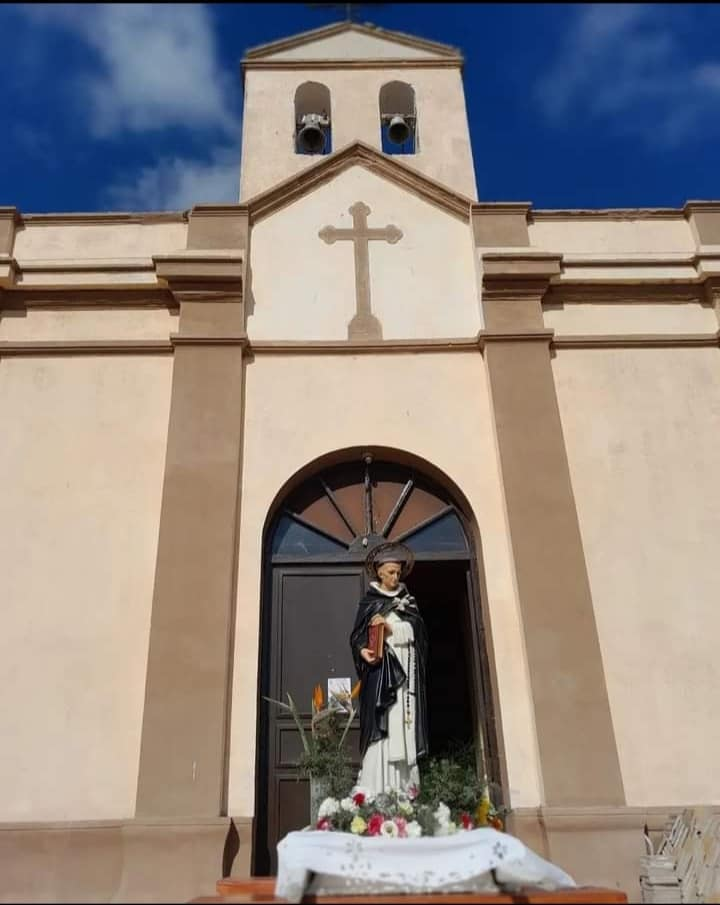
Imagen de Santo Domingo preparándose para la procesión.

El primer domingo del mes de agosto, se celebra la misa y la procesión en honor a Santo Domingo de Guzmán, en la parroquia homónima.
Generalmente se suele celebrar la semana dedicada a las diferentes instituciones del pueblo, sobre todo la Escuela Domingo Faustino Sarmiento, el Jardín de Infantes Anexo Provincia Santiago del Estero y el Club Atlético Unión Colonia Barge. Luego se realiza la celebración de la procesión y misa, seguido de una fiesta para todo el pueblo y los pobladores de las ciudades o colonias aledañas.

## Gobierno

### Miguel Pala (2011-2023)
El gobierno de la localidad pertenece a Unión por Córdoba desde el año 2011. Miguel A. Pala es electo en el año 2011 y es reconocido a nivel regional y provincial como el promotor del crecimiento de Colonia Barge.
El 30 de junio de 2021 Miguel Pala fallece a causa de COVID-19, por esto, Lorenzo Abel Gauto es elegido de manera extraordinaria y polémica como sucesor debido a los artículos de la Ley 8102 "que dejan varios vacíos legales por responder, generando distintas interpretaciones de la misma", ya que este formaba parte de la comisión electa en 2019. 
A pesar de sostener que seguía la línea de Miguel Pala, Gauto no pudo sostener el vuelo emprendido por su antecesor, lo que llevaría a Hacemos unidos por Córdoba perder los comicios del año 2023 en Barge. De hecho, parte de la comisión comunal se desliga de la misma para unirse a un referente de la comunidad,  y muy allegado a Miguel Pala, Sergio Rodríguez (UCR), conformando la alianza Juntos por el Cambio Colonia Barge. 
El día 25 de junio de 2023, se realizaron las elecciones generales y plegadas la comunal. Tres partidos políticos participaron en estos comicios: Sergio Rodríguez (Juntos por el Cambio), Mauro Barón (Hacemos Unidos por Córdoba) y Zulma González (Creo en Córdoba). El Jefe Comunal electo fue Sergio Rodríguez, con el 43.89% de los votos de un total de 465 votantes.
En estos últimos comicios, se dio la participación de más del 70% del padrón electoral y Juntos por el Cambio ganó contra el pronóstico del oficialismo que esperaba el mismo apoyo que tuvo Unión por Córdoba en el 2019.   

## Instituciones

### Escuela Domingo Faustino Sarmiento
Siendo gobernador provincial Ramón J. Cárcano se comenzó a construir el local de la escuela Domingo Faustino Sarmiento, inaugurada el 10 de agosto de 1927, teniendo como primera directora a Aída Bruno.

### Jardín de Infantes Provincia Santiago del Estero Anexo Colonia Barge
En Colonia Barge, también funciona un Jardín de infantes al lado de la Escuela Primaria. Es un anexo del Jardín de Infantes de Isla Verde.

### Club Atlético Unión Colonia Barge
En 1931 se funda la Sociedad Recreativa Juventud Unida. Luego se denominaría Club Atlético Unión Colonia Barge. Actualmente, el equipo de fútbol de la conocida CAU, que cuenta con cancha propia, participa de la Liga de las colonias.

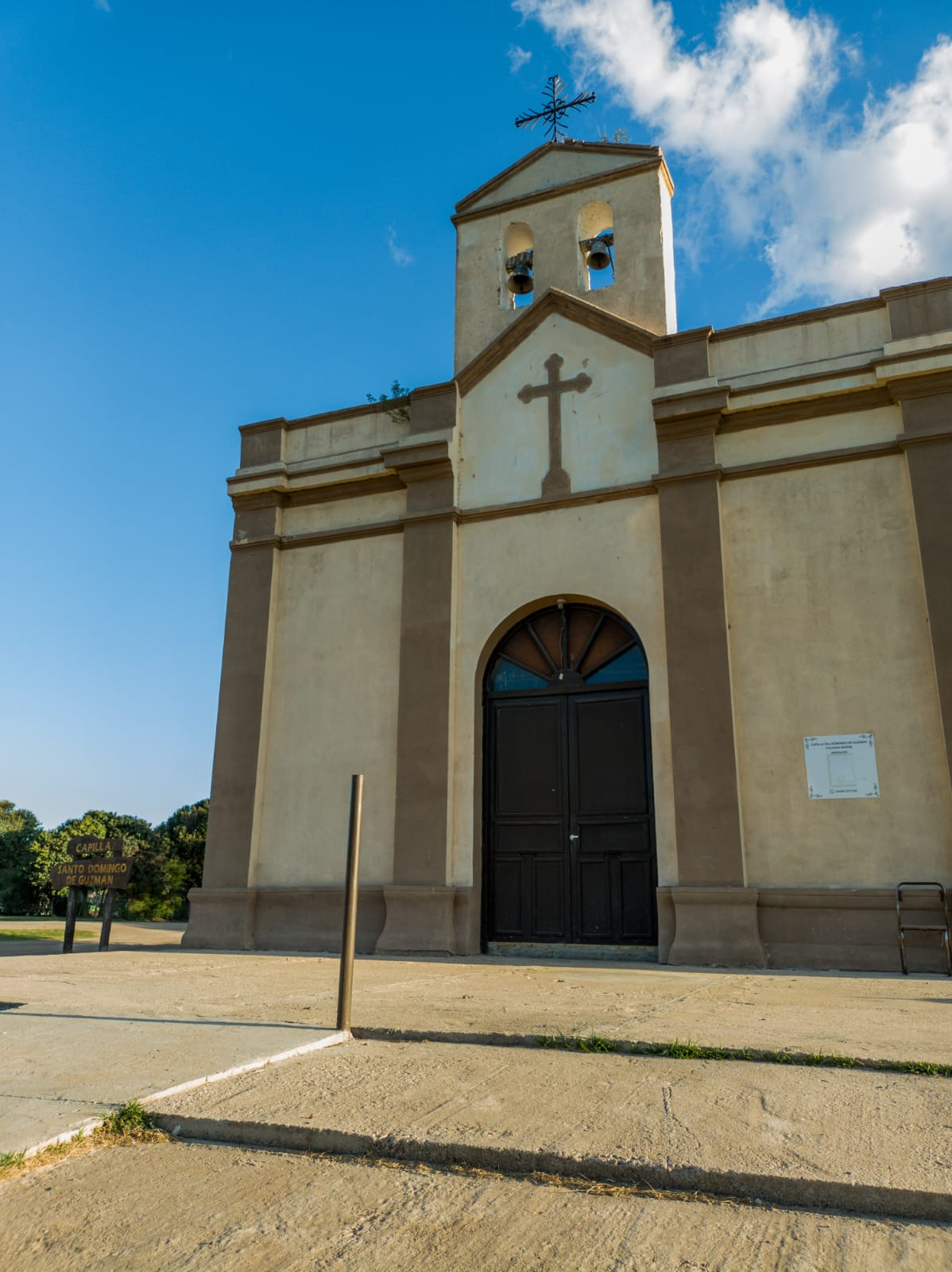
Frente de Capilla Santo Domingo de Guzmán.

### Capilla Santo Domingo de Guzmán
Otra institución importante del pueblo es la comunidad católica. En el pueblo se erigió una  Capilla Santo Domingo de Guzmán que fue construida a inicios del siglo XX. Actualmente depende de la Diócesis de Río Cuarto, más precisamente forma parte del Decanato Canals.

## Lugares históricos y relevantes

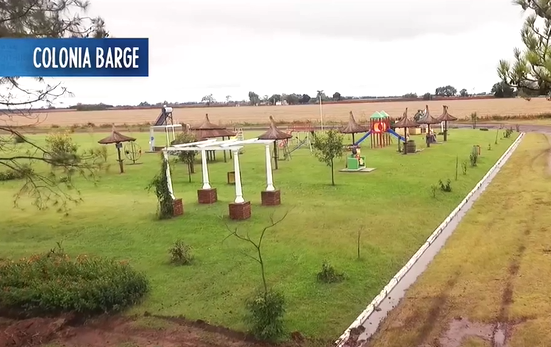
Captura panorámica del lado sur de la plaza.

### Plaza Papa Francisco
La plaza Papa Francisco, es una de las atracciones principales de Colonia Barge. Es un lugar de visita atractivo para visitantes y vecinos. Generalmente los fines de semana, decenas de personas se acercan a pasar el día y disfrutar de tardes hermosas. 

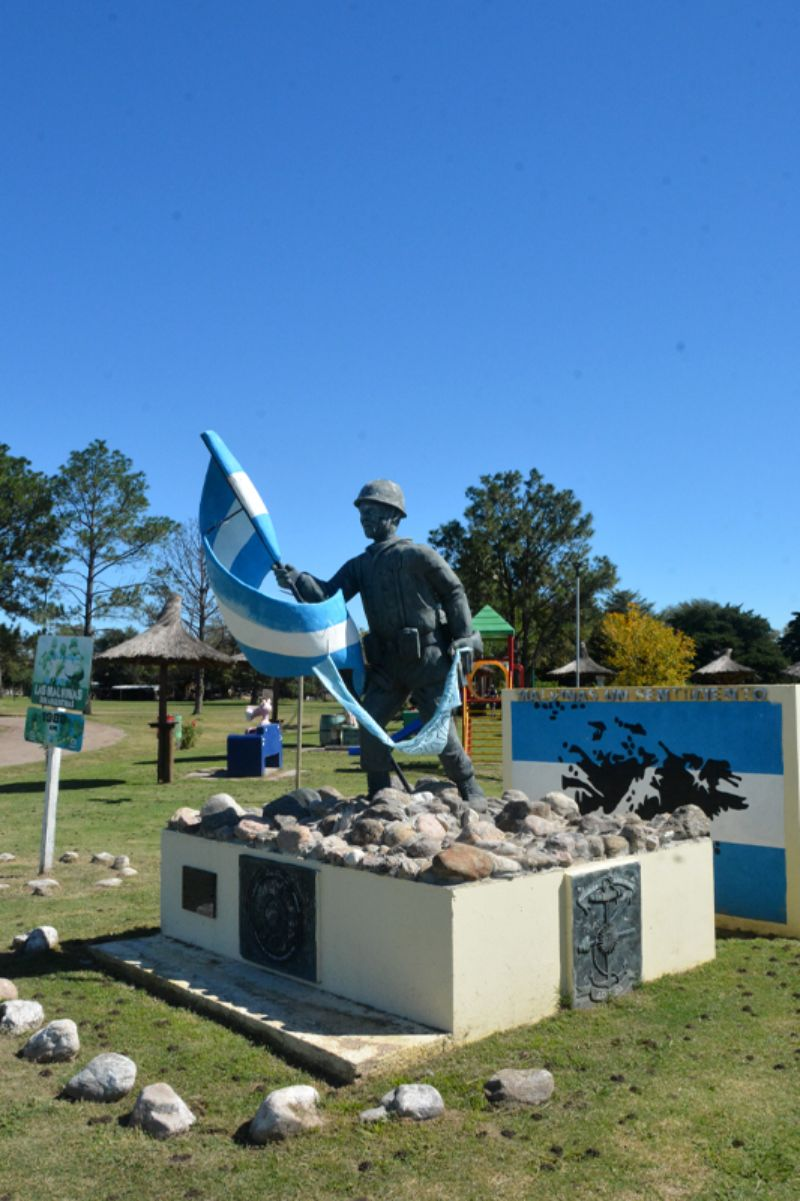
Homenaje a los Héroes de Malvinas

Durante la gestión de Miguel Pala, jefe comunal (2011-2021), la plaza fue remodelándose erigiendose en ella lo que ahora hacen de la plaza postales de Barge. Tales son: 
- Un mural en memoria a los héroes excombatientes de Malvinas.
- Representaciones del Chavo del ocho, Paturuzú, Mickey y Minnie, la Pantera Rosa y la que hizo popular a Barge: Mafalda.[3]
- El Monumento a las Madres.
- En el frente del Pueblo por el Bv. Córdoba se levantó una imagen del Sagrado Corazón.
- La fuente en el centro de la plaza.[4] Durante la gestión Abel Gauto (2021-2023), se retiró por falta de mantenimiento.

### Lugares varios
También existen otros lugares tales como el Antiguo Bar, el Edificio de la Junta Vecinal y el Salón Vecinal. Algunos edificios fueron derribándose y otros lugares históricos como la comisaría se convirtieron en propiedades privadas. 